# Fuentelencina (kommunhuvudort)
Fuentelencina är en kommunhuvudort i Spanien.   Den ligger i provinsen Provincia de Guadalajara och regionen Kastilien-La Mancha, i den centrala delen av landet, 70 km öster om huvudstaden Madrid. Fuentelencina ligger 978 meter över havet och antalet invånare är 237.
Terrängen runt Fuentelencina är kuperad söderut, men norrut är den platt. Runt Fuentelencina är det mycket glesbefolkat, med 4 invånare per kvadratkilometer. Närmaste större samhälle är Pastrana, 11,5 km söder om Fuentelencina. Omgivningarna runt Fuentelencina är i huvudsak ett öppet busklandskap.